# مهدي خيل (دشت سر)
مهدي خیل (بالفارسية: مهدی‌خیل) هي قرية تقع في إيران في قسم دشت سر الريفي. يقدر عدد سكانها بـ 926 نسمة .